# Esterwegen
Esterwegen település Németországban, azon belül Alsó-Szászország tartományban. Lakosainak száma 5596 fő (2023. december 31.). Esterwegen Saterland, Breddenberg, Hilkenbrook és Lorup községekkel határos.

## Népesség
A település népességének változása:
| Lakosok száma | 5373 | 5390 | 5411 | 5401 | 5546 | 5596 |
|               | 2016 | 2017 | 2019 | 2021 | 2022 | 2023 |